# دهستان ارژنگ
دهستان ارژنگ، یکی از دهستان‌های بخش باغ صفا شهرستان سرچهان در استان فارس ایران است. مرکز این دهستان، روستای قنات ابراهیم است.

## جمعیت
بر پایه سرشماری عمومی نفوس و مسکن در سال ۱۳۹۵، جمعیت دهستان ارژنگ برابر با ۲٬۸۹۰ نفر بوده است.